# Eyalato de Damasco
El eyalato de Damasco (en turco otomano: ایالت شام‎, romanizado: Eyālet-i Šām) fue un eyalato del Imperio otomano. Su área reportada en el siglo XIX era de 20 020 millas cuadradas (51 851,8 km²). Se convirtió en un eyalato después de que los otomanos lo conquistaron a los mamelucos en 1516. Janbirdi al-Ghazali, un traidor mameluco, se convirtió en el primer beylerbey de Damasco. El eyalato de Damasco fue una de las primeras provincias otomanas en convertirse en valiato después de una reforma administrativa en 1865, y en 1867 se había reformado en el valiato de Siria.

## Jurisdicción territorial
El Imperio otomano conquistó Siria a los mamelucos después de la batalla de Marj Dabiq en agosto de 1516 y las posteriores promesas de lealtad al sultán otomano, Selim I, en Damasco por delegaciones de notables de toda Siria. Los otomanos establecieron Damasco como el centro de un eyalato (provincia otomana) cuyos territorios consistían en las mamlakat (provincias mamelucas) de Damasco, Hama, Trípoli, Safed y Karak. La mamlaka de Alepo, que cubría gran parte del norte de Siria, se convirtió en eyalato de Alepo. Durante unos meses en 1521, Trípoli y su distrito se separaron de Damasco, pero después de 1579, Trípoli se convirtió permanentemente en su propia provincia. 
A finales del siglo XVI, el eyalato de Damasco se dividió administrativamente en los sanjacados (distritos) de Tadmur, Safed, Lajjun, Ajlun, Nablus, Jerusalén, Gaza y Karak, además de la ciudad de Damasco y su distrito. También estaba el sanjacado de Sidón-Beirut, aunque a finales del siglo XVI, con frecuencia cambiaba de manos entre los eyalatos de Damasco y Trípoli. Brevemente en 1614, y luego permanentemente después de 1660, los sanjacados de Sidón-Beirut y Safed se separaron de Damasco para formar el eyalato de Sidón. Estas divisiones administrativas se mantuvieron en gran parte con cambios relativamente menores hasta mediados del siglo XIX.

## Gobernadores
- Janbirdi al-Ghazali (1518-1521)
- Ahmad ibn Ridwan (1601-1607)
- Sulayman Pasha al-Azm (1733-1737; 1741-1743)
- As'ad Pasha al-Azm (1743-1757)
- Uthman Pasha al-Kurji (1760-1771)
- Abdullah Pasha al-Azm (1795-1798; 1799-1803; 1804-1807)
- Mehmed Emin Rauf Pasha (octubre de 1828-julio de 1831)
- Mehmed Selim Pasha (1830-1831)

## Divisiones administrativas

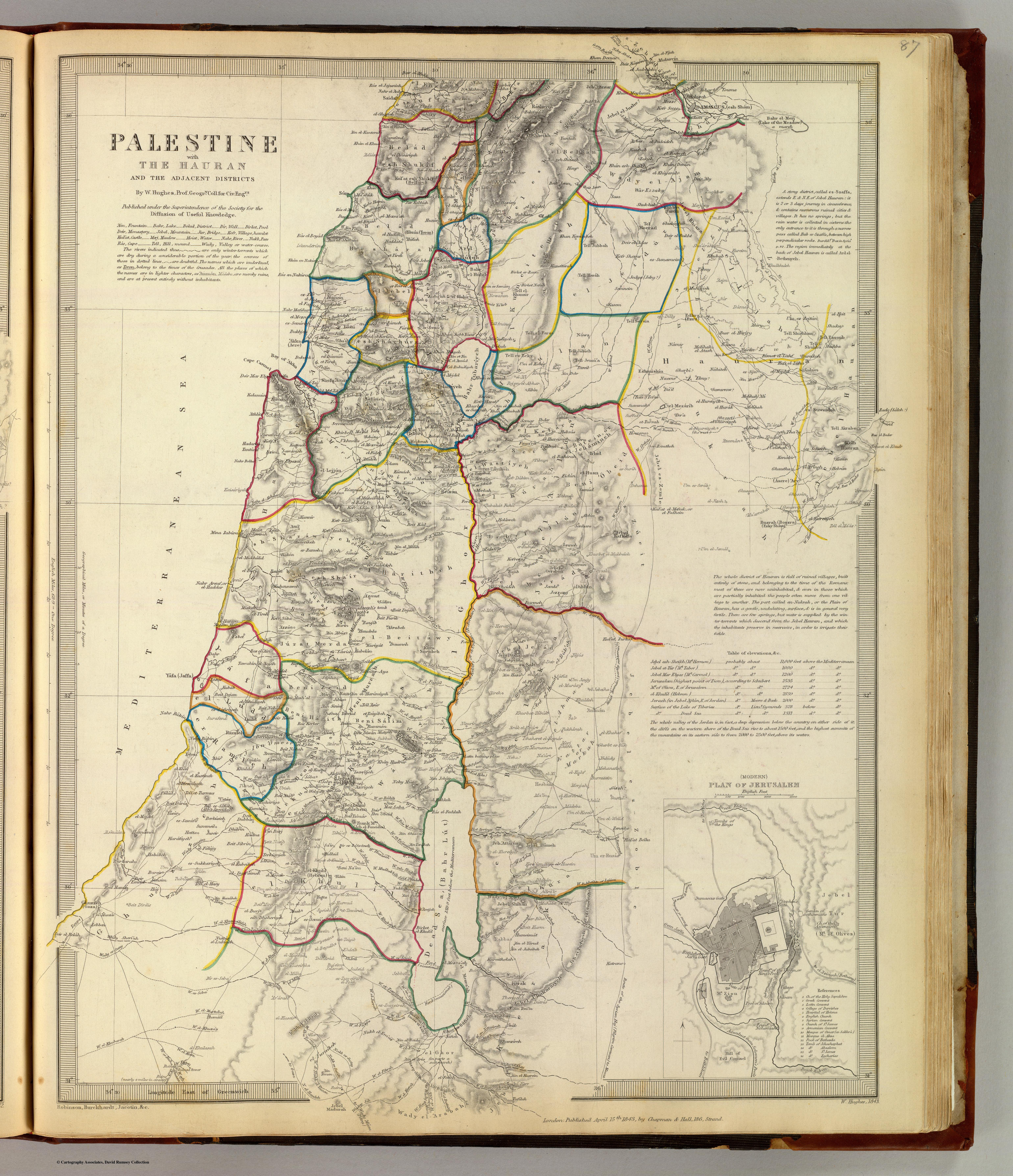
Palestina con el Hauran y los distritos adyacentes, William Hughes, 1843.

Sanjacados de Damasco en el siglo XVII:
- Khass (I.e. cedían unos ingresos de tierra):

1. Sanjacado de Damasco
2. Sanjacado de Jerusalén
3. Sanjacado de Gaza
4. Sanjacado de Karak
5. Sanjacado de Safad
6. Sanjacado de Nablus
7. Sanjacado de Ajlun
8. Sanjacado de Lajjun
9. Sanjacado de Beqaa

- Salyanes (I.e. tenían una pensión anual de gobierno):

1. Sanjacado de Tadmur
2. Sanjacado de Sidon
3. Sanjacado de Beirut